# Società Bancaria Napoletana
La Società Bancaria Napoletana è stata una banca italiana.

## Storia
La Società Bancaria Napoletana fu costituita a San Giuseppe Vesuviano, il 6 maggio 1923 con un capitale sociale di 200.000 lire, suddiviso in duemila azioni da cento lire ciascuna. Primo presidente del Consiglio di amministrazione fu Antonio Carbone, proprietario di 910 azioni.
Dopo i primi anni di lenta ma costante crescita, nel 1929 l'istituto registro una forte diminuzione dei depositi, derivante dalla Crisi finanziaria del 1929.

Questa situazione di incertezza si protrasse fino alla fine degli anni '40, a causa delle sanzioni, del conflitto bellico e della congiuntura economica internazionale.

La banca venne assorbita il 16 dicembre 1977  dalla Banca di Calabria, insieme al Credito Sannite di Benevento e alla Banca di Credito e Sovvenzioni di Reggio Calabria.